# Svetozar Vukmanović
Svetozar Vukmanović - Tempo, črnogorski politik in general, * 3. avgust 1912, † 6. december 2000.

## Življenjepis
Leta 1933 je postal član KPJ in je bil zaradi revolucionarne dejavnosti večkrat aretiran in zaprt. 1940 je bil na državni konferenci izvoljen za člana CK KPJ. Leta 1941 je bil eden od organizatorjev NOG; sprva je bil poveljnik Glavnega štaba NOV in PO Bosne in Hrvaške. Med vojno je bil mdr. napoten na Kosovo, v Albanijo in Makedonijo.
Po vojni je bil načelnik Politične uprave JLA in pomočnik ministra ljudske obrambe, minister za rudarstvo, podpredsednik Zveznega izvršnega sveta, predsednik Centralnega sveta Zveze sindikatov Jugoslavije, kandidat za člana politbiroja (1948), član izvršnega komiteja (1952), sekretariata CK in nato predsedstva CK ZKJ (1966). V 70. letih se je umaknil iz aktivnega političnega življenja.